# Ушгули
Ушгу́ли (груз. უშგული) — популярная у туристов сванская община в Местийском муниципалитете грузинского региона Самегрело-Земо Сванети, состоящая из пяти сёл: Жибиани, Ламджуриши, Муркмели, Чажаши и Чвибиани.
Будучи расположено на высоте 2 200 м над уровнем моря, община Ушгули иногда упоминается в качестве одного из самых высокогорных постоянных поселений в Европе (наряду со швейцарским Жюфом и дагестанским Курушем). Учитывая, что границу Европы и Азии принято проводить по Большому Кавказскому хребту (к югу от которого лежит Ушгули), отнесение селения к Европе является спорным.
В общине Ушгули проживает около 70 семей (до 230 человек). До своей смерти в 2020 году здесь проживал художник Фридон Нижарадзе. Имеется школа. Полгода окрестности покрыты снегом, поэтому дорога в районный центр Местиа часто закрыта из-за угрозы лавин.
Архитектурный ансамбль Ушгули является ценным архитектурно-историческим памятником, во многом благодаря которому Верхняя Сванетия была внесена в список Всемирного наследия ЮНЕСКО. В селе сохранились традиционные сванские дома-башни. На холме рядом с селом Жибиани находится церковь Богоматери (по-свански Ламария), построенная в XI веке.
Облик Ушгули в 1920-е годы запечатлён в документальной ленте Михаила Калатозова «Соль Сванетии».

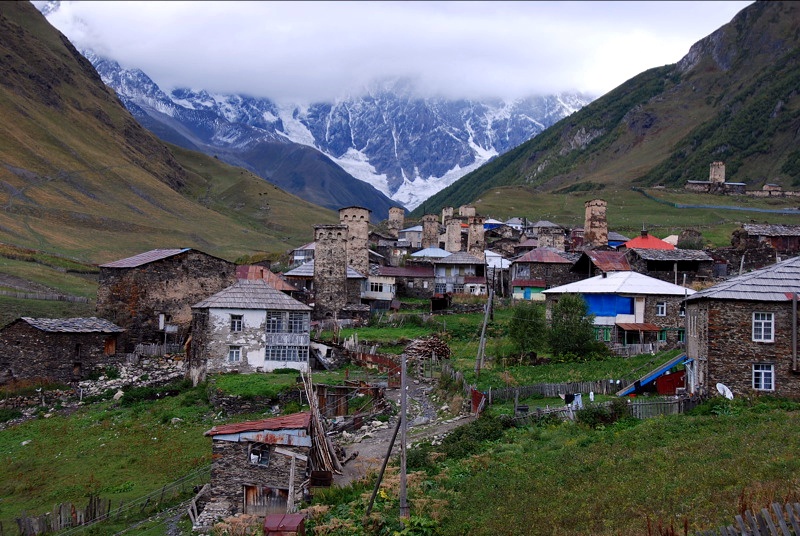
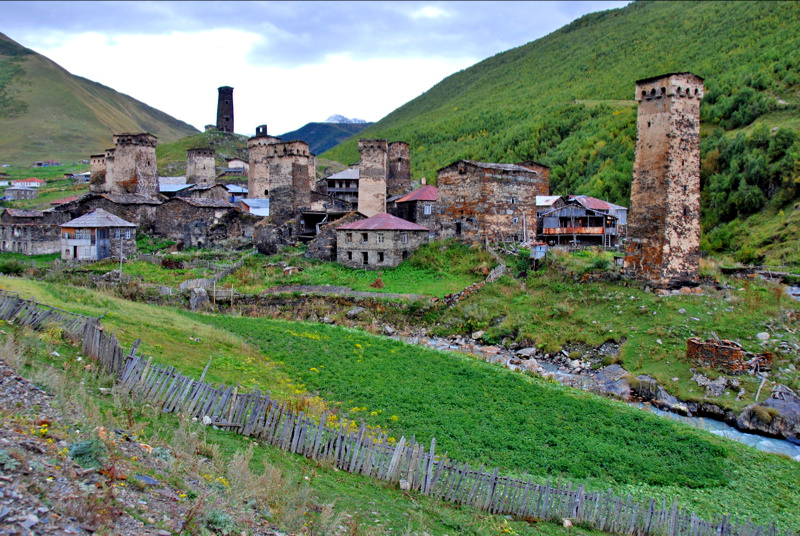
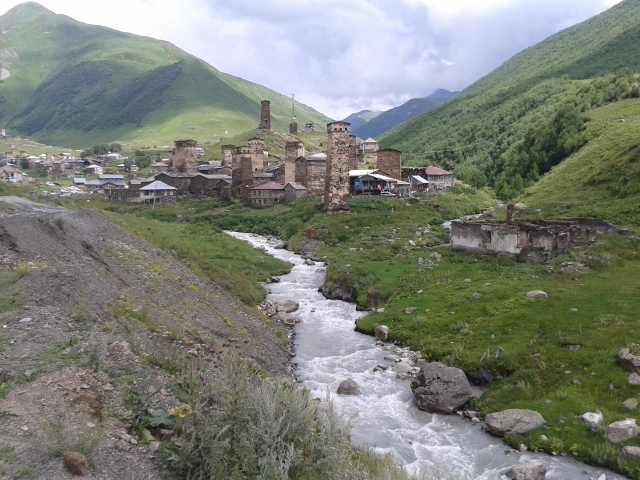
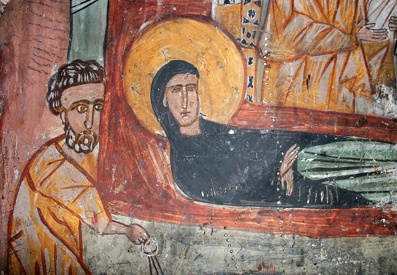
Одна из фресок храма Богородицы